# باشگاه فوتبال مایلراک
مایلراک یک باشگاه فوتبال گویان مستقر در لیندن، در لیگ ملی فوتبال گویان است. این باشگاه یک رقابت محلی با دیگر باشگاه مستقر در لیندن، تاپ اکس‌اکس دارد.